# Hygophum hygomii
El benet negro (Hygophum hygomii), es una especie de pez marino de la familia de los mictófidos o peces linterna.

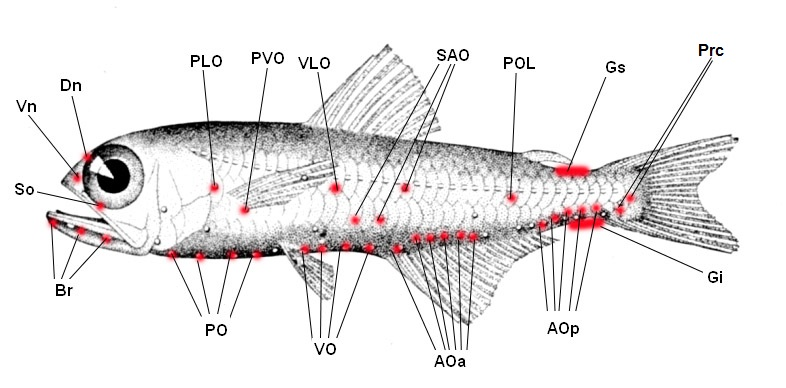
Distribución de fotóforos luminiscentes del benet negro.

## Morfología
Adquiere la madurez sexual cuando alcanza los 5'8 cm de longitud, siendo su longitud máxima descrita de 6'8 cm.
Sin espinas en la aleta dorsal ni en la anal, con mayor número de radios blandos en la anal que en la dorsal.
Son bioluminiscentes, con hileras de fotóforos a lo largo de su cuerpo, según se puede observar en la imagen adjunta.

## Distribución y hábitat
Es un pez marino bati-pelágico de aguas profundas, oceanódromo, que habita en un rango de profundidad entre 0 y 800 metros, con migraciones nocturnas a la zona superficial del océano. Se distribuye por todo el mar Mediterráneo y por algunas zonas del océano Atlántico, por su costa este desde Portugal a Mauritania y desde Angola hasta Sudáfrica, y por su costa oeste desde Canadá a Estados Unidos y desde Brasil hacia el sur. También se le puede encontrar en el sur de los demás grandes océanos, en el océano Índico entre los 24º y 40° de latitud sur y en el océano Pacífico entre los 15º y 20º de latitud sur.